# Inside In/Inside Out
Inside In/Inside Out è l'album di debutto dei The Kooks, uscito nel 2006.

## Tracce
1. Seaside – 1:39
2. See the World – 2:38
3. Sofa Song – 2:13
4. Eddie's Gun – 2:13
5. Ooh La – 3:28
6. You Don't Love Me – 2:35
7. She Moves in Her Own Way – 2:49
8. Matchbox – 3:09
9. Naïve – 3:23
10. I Want You Back – 3:26
11. If Only – 2:01
12. Jackie Big Tits – 2:32
13. Time Awaits – 5:08
14. Got No Love – 3:37
15. Do You Love Me Still? – 3:15 – traccia bonus della versione statunitense

## Formazione
- Luke Pritchard - voce
- Hugh Harris - chitarra
- Max Rafferty - basso
- Paul Garred - batteria